# 川尻村 (神奈川県)
川尻村（かわしりむら）は、かつて神奈川県津久井郡にあった村である。現在は相模原市緑区の一部である。

## 地理
- 川：相模川、境川

## 歴史

### 村名の由来
上流から見ると相模川の川の尻にあたるからという説と、下流から見ると上流に向かう水運の末端にあたるからという説がある。

### 沿革
- 1875年（明治8年） - 上川尻村、下川尻村が合併して川尻村となる。
- 1889年（明治22年）4月1日　町村制の施行により川尻村が単独村制。
- 1955年（昭和30年）4月1日　湘南村および三沢村の一部（大字中沢）と合併して城山町が発足。同日川尻村廃止。

川尻村廃止後
- 2007年（平成19年）3月11日　城山町が相模原市に編入。
- 2010年（平成22年）4月1日　相模原市が政令指定都市へ移行。当地域は緑区に属する。

## 現在の町名
相模原市緑区
- 住居表示実施区域 - 町屋、広田、原宿、久保沢、谷ヶ原、城山（一部）、向原一丁目・二丁目
- 住居表示未実施 - 大字川尻
  - 町名地番整理実施区域 - 原宿南、若葉台、向原三丁目